# Aleksandra Dunin-Wąsowicz
Aleksandra Dunin-Wąsowicz, née le 10 juin 1932 et morte le 22 juillet 2015, est une archéologue polonaise.

## Biographie
Archéologue à l'Institut d'Archéologie et d'Ethnologie de l'Académie polonaise des sciences, elle a publié des études, principalement en français, sur le développement de la technologie dans la Grèce Antique, et édite des cartes archéologiques de la région.
Elle meurt le 22 juillet 2015 à Varsovie.

## Publications
- 1965 - Wasowicz, Aleksandra. Tokarstwo i bednarstwo w starozytnej Grecji (Tournage et tonnellerie en Grèce antique), Kwartalnik Historii Kultury Materialnej 13, pp. 455–467.
- 1966 - Wasowicz, Aleksandra. Remarques sur la chronologie des principales techniques du traitement du bois dans la Grčce antique, Kwartalnik Historii Kultury Materialnej 16, pp. 739–743.
- 1967 - Wasowicz, Aleksandra. Plan miasta i plan zaplecza rolniczego kolonii greckiej (Znaczenie nowych zródel archeologicznych); (Plan de la ville et du territoire agricole d'une colonie grecque. Importance des nouvelles sources archéologiques), Kwartalnik Historii Kultury Materialnej 15, pp. 743–755.
- 1975 Wasowicz, Aleksandra. Olbia Pontique et son territoire : l'aménagement de l'espace Paris: Belles-lettres, 1975. (OCLC 3035787)[2].
- Musée du Louvre, Paule Pinelli, and Aleksandra Wąsowicz. Catalogue des bois et stucs grecs et romains provenant de Kertch. Paris: Ministère de la culture et de la communications, Editions de la Réunion des musées nationaux, 1986.  (ISBN 978-2-7118-2061-0) [3]
- 1979 - Wasowicz, Aleksandra. Les serviteurs sur les monuments funéraires du Pont-Euxin. Éléments pour une enquête.
- 1999 - Ackinazi I., Scholl T., Wasowicz Aleksandra, and Zinko V. N. Archaeological Map of Nymphaion (Crimea), Polish Academy of Sciences, 1999.   (ISBN 978-83-85463-82-5) [4]